# Filipijnen op de Olympische Zomerspelen 2024
De Filipijnen namen deel aan de Olympische Zomerspelen 2024 in Parijs, Jonvic Remulla ging mee als chef de mission. De ploeg kwam terug met vier medailles waarvan twee goud door Carlos Yulo. Hij was de eerste Filipijnse en zuid-oost asiaan die dubbelgoud weet te winnen op en de eerste turner, hierdoor was hij ook vlagendrager tijdens de sluitingsceremonie samen met Aira Villegas die brons wist te winnen bij het bokstoernooi.

## Medailleoverzicht

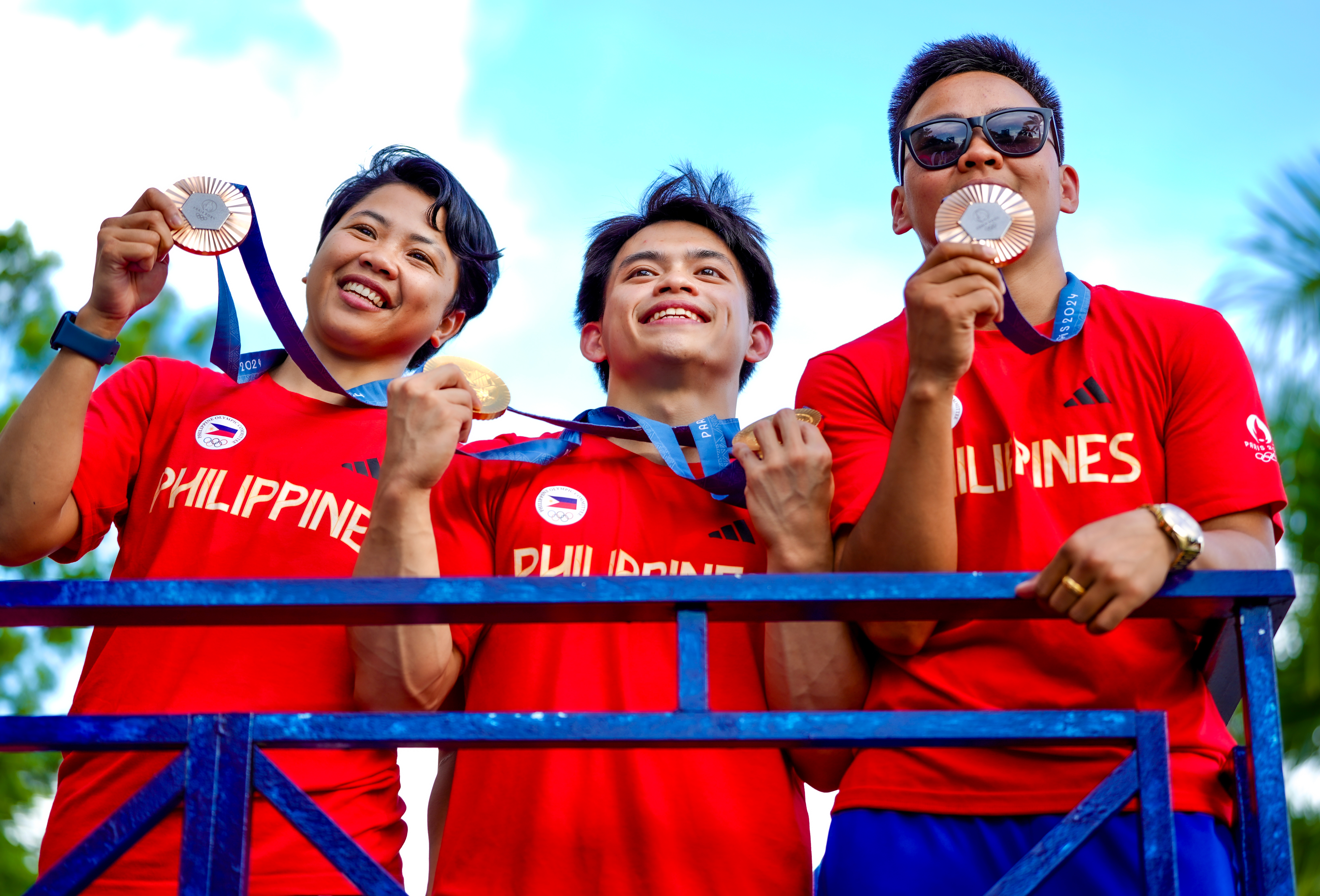
De Olympische medaillewinaars van de Filipijnen; Aria Villegas, Carlos Yulo en Nesthy Petecio met hun medailles tijdens de welkomstparade in Manila.

| Medaille | Naam           | Sport  | Onderdeel               | Datum           |
| -------- | -------------- | ------ | ----------------------- | --------------- |
| Goud     | Carlos Yulo    | Turnen | vloer (m)               | 3 augustus 2024 |
| Goud     | Carlos Yulo    | Turnen | sprong (m)              | 4 augustus 2024 |
| Brons    | Aira Villegas  | Boksen | Vlieggewicht -50 kg (v) | 6 augustus 2024 |
| Brons    | Nesthy Petecio | Boksen | Vedergewicht -57 kg (v) | 7 augustus 2024 |

## Aantal deelnemers
Hieronder volgt een overzicht van de atleten die zich reeds gekwalificeerd hebben voor de Olympische Zomerspelen van 2024.
| Sport         | Mannen | Vrouwen | Totaal |
| ------------- | ------ | ------- | ------ |
| Atletiek      | 2      | 1       | 3      |
| Boksen        | 2      | 3       | 5      |
| Gewichtheffen | 1      | 2       | 3      |
| Golf          | 0      | 2       | 2      |
| Gymnastiek    | 1      | 3       | 4      |
| Judo          | 0      | 1       | 1      |
| Roeien        | 0      | 1       | 1      |
| Schermen      | 0      | 1       | 1      |
| Zwemmen       | 1      | 1       | 2      |
| Totaal        | 7      | 15      | 22     |

## Deelnemers en resultaten

### Atletiek

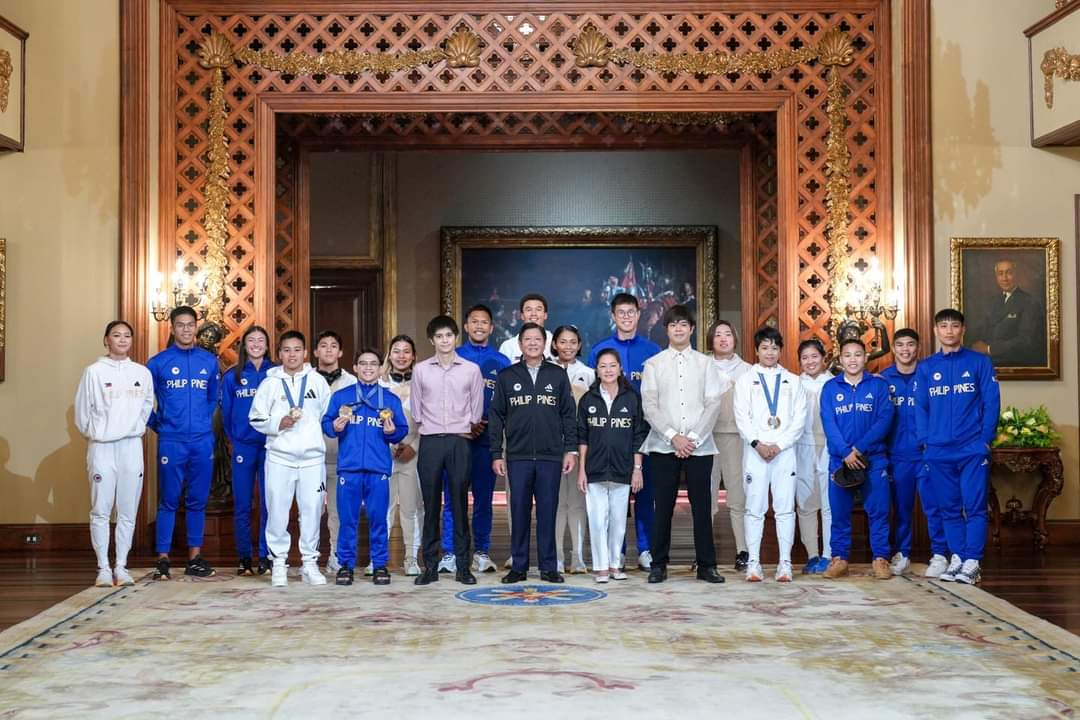
De Filipijnse delegatie samen met de president: Ferdinand Marcos jr. op het bordes.

#### Loopnummers
Twee Filipijnse atleten wisten zich te plaatsen voor het Olympisch Atletiektoernooi doordat ze tot de beste 40 atleten op de wereldranglijst behoorden op 2 juli 2024. Lauren Hoffman kwalificeerde zich als 39e voor de 400 meter horden en John Cabang Tolentino was 30e op de ranglijst voor de 110 meter horden
Mannen
| atlete(n)             | onderdeel    | series | series | herkansingen | herkansingen | halve finale   | halve finale   | finale         | finale         |
| atlete(n)             | onderdeel    | tijd   | rang   | tijd         | rang         | tijd           | rang           | tijd           | rang           |
| --------------------- | ------------ | ------ | ------ | ------------ | ------------ | -------------- | -------------- | -------------- | -------------- |
| John Cabang Tolentino | 110 m horden | 13,66  | 6 H    | DNS          | DNS          | niet geplaatst | niet geplaatst | niet geplaatst | niet geplaatst |

Vrouwen
| atlete(s)      | onderdeel    | series | series | herkansingen | herkansingen | halve finale   | halve finale   | finale         | finale         |
| atlete(s)      | onderdeel    | tijd   | rang   | tijd         | rang         | tijd           | rang           | tijd           | rang           |
| -------------- | ------------ | ------ | ------ | ------------ | ------------ | -------------- | -------------- | -------------- | -------------- |
| Lauren Hoffman | 400 m horden | 57,83  | 8 H    | 58,28        | 7            | niet geplaatst | niet geplaatst | niet geplaatst | niet geplaatst |

#### Technische nummers
Mannen
| atleet             | onderdeel        | kwalificaties | kwalificaties | finale  | finale |
| atleet             | onderdeel        | afstand       | rang          | afstand | rang   |
| ------------------ | ---------------- | ------------- | ------------- | ------- | ------ |
| Ernest John Obiena | polsstokspringen | 5,75          | 7 Q           | 5,90    | 4      |

### Boksen
Mannen
| atleet        | onderdeel     | eerste ronde         | tweede ronde               | kwartfinale          | halve finale         | finale               | rang |
| atleet        | onderdeel     | tegenstander uitslag | tegenstander uitslag       | tegenstander uitslag | tegenstander uitslag | tegenstander uitslag | rang |
| ------------- | ------------- | -------------------- | -------------------------- | -------------------- | -------------------- | -------------------- | ---- |
| Carlo Paalam  | vedergewicht  | bye                  | Jude Gallagher W 5-0       | Charlie Senior V 2-3 | niet geplaatst       | niet geplaatst       | 5    |
| Eumir Marcial | middengewicht | bye                  | Turabek Khabibullaev V 0-5 | niet geplaatst       | niet geplaatst       | niet geplaatst       | 9    |

Vrouwen
| atleet          | onderdeel     | eerste ronde            | tweede ronde           | kwartfinale            | halve finale             | finale               | rang  |
| atleet          | onderdeel     | tegenstander uitslag    | tegenstander uitslag   | tegenstander uitslag   | tegenstander uitslag     | tegenstander uitslag | rang  |
| --------------- | ------------- | ----------------------- | ---------------------- | ---------------------- | ------------------------ | -------------------- | ----- |
| Aira Villegas   | vlieggewicht  | Yasmine Mouttaki W 5-0  | Roumaysa Boualam W 5-0 | Wassila Lkhadiri W 3-2 | Buse Naz Çakıroğlu V 0-5 | niet geplaats        | Brons |
| Nesthy Petecio  | vedergewicht  | Jaismine Lamboria W 5-0 | Amina Zidani W 4-1     | Xu Zichun W 5-0        | Julia Szeremeta V 1-4    | niet geplaatst       | Brons |
| Hergie Bacyadan | middengewicht | bye                     | Li Qian V 0-5          | niet geplaatst         | niet geplaatst           | niet geplaatst       | 9     |

### Gewichtheffen
Mannen
| atleet      | onderdeel | trekken | trekken | stoten | stoten | totaal | rang |
| atleet      | onderdeel | score   | rang    | score  | rang   | totaal | rang |
| ----------- | --------- | ------- | ------- | ------ | ------ | ------ | ---- |
| John Ceniza | -61 kg    | 125     | -       | DNF    | DNF    | DNF    | DNF  |

Vrouwen
| atlete        | onderdeel | trekken | trekken | stoten | stoten | totaal | rang |
| atlete        | onderdeel | score   | rang    | score  | rang   | totaal | rang |
| ------------- | --------- | ------- | ------- | ------ | ------ | ------ | ---- |
| Elreen Ando   | -59 kg    | 100     | 8       | 130 NR | 5      | 230 NR | 6    |
| Vanessa Sarno | -71 kg    | 100     | -       | DNF    | DNF    | DNF    | DNF  |

### Golf
Vrouwen
| atlete             | onderdeel | eerste ronde | tweede ronde | derde ronde | vierde ronde | totaal | totaal | totaal |
| atlete             | onderdeel | score        | score        | score       | score        | score  | par    | rang   |
| ------------------ | --------- | ------------ | ------------ | ----------- | ------------ | ------ | ------ | ------ |
| Dottie Ardina      | vrouwen   | 72           | 69           | 73          | 68           | 282    | -6     | T4     |
| Bianca Pagdanganan | vrouwen   | 76           | 72           | 69          | 68           | 285    | -3     | T13    |

### Gymnastiek

#### Turnen
Mannen
| atleet      | onderdeel | kwalificatie | kwalificatie | kwalificatie | kwalificatie | kwalificatie | kwalificatie | kwalificatie | kwalificatie | finale  | finale  | finale  | finale  | finale  | finale  | finale | finale  |
| atleet      | onderdeel | toestel      | toestel      | toestel      | toestel      | toestel      | toestel      | totaal       | positie      | toestel | toestel | toestel | toestel | toestel | toestel | totaal | positie |
| atleet      | onderdeel | vloer        | voltige      | ringen       | sprong       | brug         | rekstok      | totaal       | positie      | vloer   | voltige | ringen  | sprong  | brug    | rekstok | totaal | positie |
| ----------- | --------- | ------------ | ------------ | ------------ | ------------ | ------------ | ------------ | ------------ | ------------ | ------- | ------- | ------- | ------- | ------- | ------- | ------ | ------- |
| Carlos Yulo | meerkamp  | 14,766       | 13,066       | 13,000       | 14,800       | 14,533       | 13,466       | 83,631       | 9 Q          | 14,333  | 11,900  | 13,933  | 14,766  | 14,500  | 13,600  | 83,032 | 12      |
| Carlos Yulo | vloer     | 14,766       | n.v.t.       | n.v.t.       | n.v.t.       | n.v.t.       | n.v.t.       | n.v.t.       | 2 Q          | 15.000  | n.v.t.  | n.v.t.  | n.v.t.  | n.v.t.  | n.v.t.  | n.v.t. | Goud    |
| Carlos Yulo | sprong    | n.v.t.       | n.v.t.       | n.v.t.       | 14,683       | n.v.t.       | n.v.t.       | n.v.t.       | 6 Q          | n.v.t.  | n.v.t.  | n.v.t.  | 15.166  | n.v.t.  | n.v.t.  | n.v.t. | 1 [ 2 ] |

Vrouwen
| atlete         | onderdeel | kwalificatie | kwalificatie | kwalificatie | kwalificatie | kwalificatie | kwalificatie | finale         | finale         | finale         | finale         | finale         | finale         |
| atlete         | onderdeel | toestel      | toestel      | toestel      | toestel      | totaal       | positie      | toestel        | toestel        | toestel        | toestel        | totaal         | positie        |
| atlete         | onderdeel | sprong       | brug         | balk         | vloer        | totaal       | positie      | sprong         | brug           | balk           | vloer          | totaal         | positie        |
| -------------- | --------- | ------------ | ------------ | ------------ | ------------ | ------------ | ------------ | -------------- | -------------- | -------------- | -------------- | -------------- | -------------- |
| Aleah Finnegan | meerkamp  | 13,733       | 12,566       | 11,466       | 12,733       | 50,498       | 47           | niet geplaatst | niet geplaatst | niet geplaatst | niet geplaatst | niet geplaatst | niet geplaatst |
| Emma Malabuyo  | meerkamp  | 13,266       | 12,500       | 12,233       | 13,100       | 51,099       | 41           | niet geplaatst | niet geplaatst | niet geplaatst | niet geplaatst | niet geplaatst | niet geplaatst |
| Levi Ruivivar  | meerkamp  | 13,600       | 13,200       | 11,466       | 12,733       | 51,099       | 40           | niet geplaatst | niet geplaatst | niet geplaatst | niet geplaatst | niet geplaatst | niet geplaatst |

### Judo
Vrouwen
| atlete          | onderdeel | eerste ronde         | tweede ronde         | derde ronde          | kwartfinale          | halve finale         | herkansing           | finale / BM          | finale / BM    |
| atlete          | onderdeel | tegenstander uitslag | tegenstander uitslag | tegenstander uitslag | tegenstander uitslag | tegenstander uitslag | tegenstander uitslag | tegenstander uitslag | rang           |
| --------------- | --------- | -------------------- | -------------------- | -------------------- | -------------------- | -------------------- | -------------------- | -------------------- | -------------- |
| Kiyomi Watanabe | −63 kg    | n.v.t.               | Tang Jing V 00 - 10  | niet geplaatst       | niet geplaatst       | niet geplaatst       | niet geplaatst       | niet geplaatst       | niet geplaatst |

### Roeien

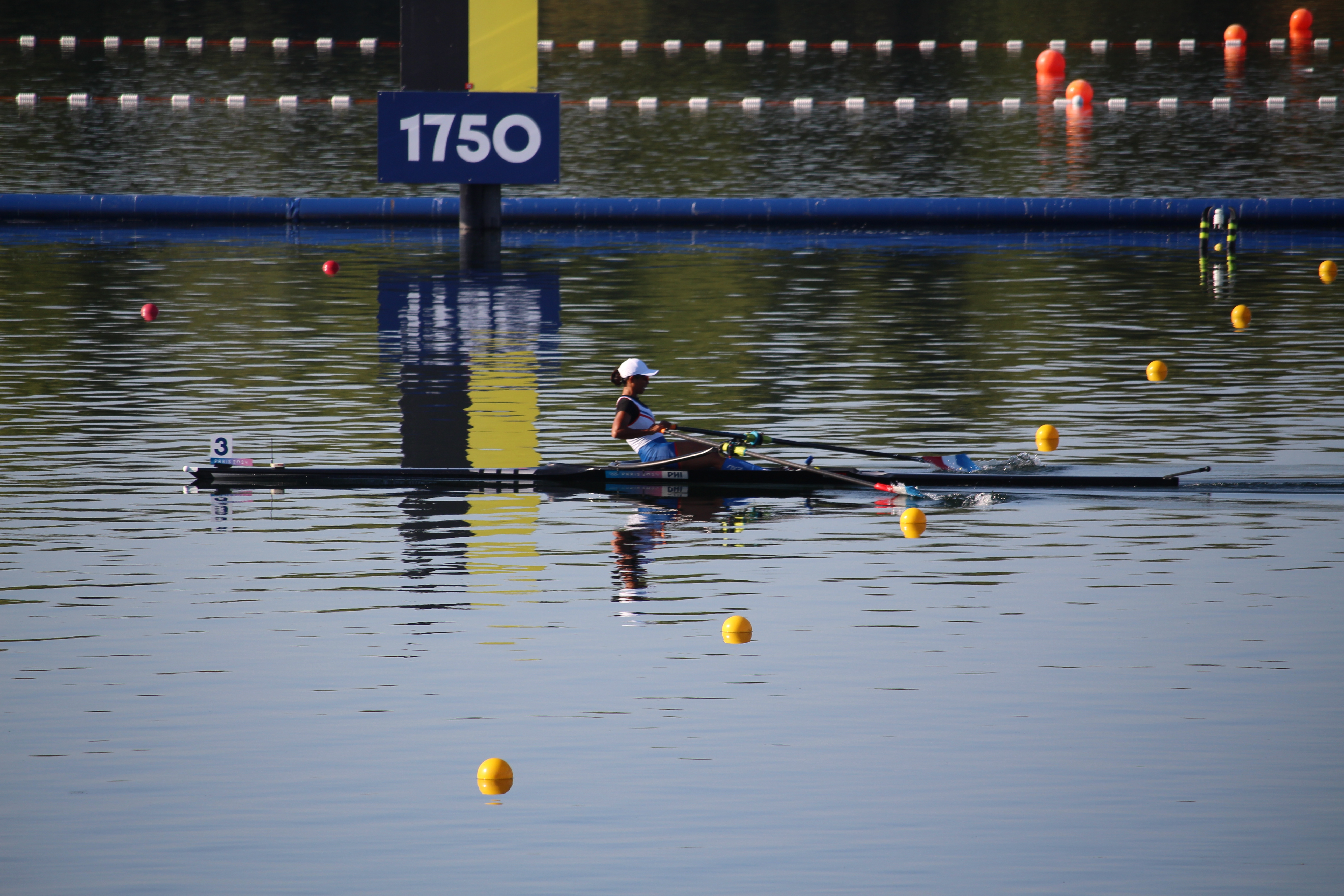
De eerste vrouwelijke roeier voor de Filipijnen ooit: Joanie Delgaco.

Roeier Joanie Delgaco kwalificeerde zich op 21 april 2024 middels een vierde plek in de finale van tijdens het Azië en Oceanië Zonaal Kwalificatie Toernooi 2024 in Korea. Delgaco werd daarmee de eerste vrouwelijke roeier uit de Filipijnen die zich voor de Olympische Spelen wist te kwalificeren en pas de vierde Filipijnse roeier ooit. 
Vrouwen
| atleet         | onderdeel | series  | series | herkansingen | herkansingen | kwartfinale | kwartfinale | halve finale | halve finale | finale  | finale |
| atleet         | onderdeel | tijd    | rang   | tijd         | rang         | tijd        | rang        | tijd         | rang         | tijd    | rang   |
| -------------- | --------- | ------- | ------ | ------------ | ------------ | ----------- | ----------- | ------------ | ------------ | ------- | ------ |
| Joanie Delgaco | skiff     | 7.56,26 | 4 H    | 7.55,00      | 1 KF         | 7.58,30     | 6 HC/D      | 8.00,18      | 5 FD         | 7.43,53 | 20     |

Legenda: FA=finale A (medailles); FB=finale B (geen medailles); FC=finale C (geen medailles); FD=finale D (geen medailles); FE=finale E (geen medailles); FF=finale F (geen medailles); HA/B=halve finale A/B; HC/D=halve finale C/D; HE/F=halve finale E/F; KF=kwartfinale; H=herkansing

### Schermen
Voor het eerst sinds 1992 neemt er één schermer voor de Filipijnen deel aan de Olympische competitie. Samantha Catantan kwalificeerde zich voor de spelen door de individuele floretcompetitie voor dames te winnen tijdens het Azië en Oceanië Zonaal Kwalificatie Toernooi 2024 in de Verenigde Arabische Emiraten.
Vrouwen
| atleet            | onderdeel | eerste ronde            | tweede ronde           | derde ronde          | kwartfinale          | halve finale         | finale / BM          | finale / BM    |
| atleet            | onderdeel | tegenstander uitslag    | tegenstander uitslag   | tegenstander uitslag | tegenstander uitslag | tegenstander uitslag | tegenstander uitslag | rang           |
| ----------------- | --------- | ----------------------- | ---------------------- | -------------------- | -------------------- | -------------------- | -------------------- | -------------- |
| Samantha Catantan | floret    | Mariana Pistoia W 15-13 | Arianna Errigo V 12-15 | niet geplaatst       | niet geplaatst       | niet geplaatst       | niet geplaatst       | niet geplaatst |

### Zwemmen
De Filipijnse zwembond nomineerde twee zwemmers voor wildcard-plekken. Kayla Sanchez won eerder namens Canada een zilveren en bronzen medaille op de Olympische Zomerspelen van 2020 in Tokio.
Mannen
| zwemmer(s)  | onderdeel         | voorrondes | voorrondes | halve finale   | halve finale   | finale         | finale         |
| zwemmer(s)  | onderdeel         | tijd       | rang       | tijd           | rang           | tijd           | rang           |
| ----------- | ----------------- | ---------- | ---------- | -------------- | -------------- | -------------- | -------------- |
| Jarod Hatch | 100 m vlinderslag | 54,66      | 36         | niet geplaatst | niet geplaatst | niet geplaatst | niet geplaatst |

Vrouwen
| zwemmster(s)  | onderdeel        | voorrondes | voorrondes | halve finale | halve finale | finale         | finale         |
| zwemmster(s)  | onderdeel        | tijd       | rang       | tijd         | rang         | tijd           | rang           |
| ------------- | ---------------- | ---------- | ---------- | ------------ | ------------ | -------------- | -------------- |
| Kayla Sanchez | 100 m vrije slag | 53,67 NR   | 10 Q       | 54,21        | 15           | niet geplaatst | niet geplaatst |